# Гегесий (тиран Эфеса)
Геге́сий (др.-греч. Ἡγησίας) — тиран Эфеса 320-х годов до н. э.

## Биография
Гегесий, предположительно, был уроженцем Эфеса. Во время Восточного похода Александра Македонского Эфес, как и другие греческие города, получил формальную независимость, которая не исключала вмешательство в их дела македонян. Изначально, в греческих городах были ликвидированы тиранические типы правления. Причина, по которой тираном Эфеса стал Гегесий неизвестна. Возможно, в конце жизни Александр вернулся к персидской практике — назначениям лояльных к нему тиранов.
Около 324 года до н. э. Гегесий был убит тремя братьями Анаксагором, Кодром и Диодором. Македонский сатрап Филоксен потребовал выдачи убийц, а затем, не получив их, отправился с войском в Эфес. Убийцы были арестованы и отправлены в цитадель в Сардах, откуда их планировали отправить ко двору Александра для вынесения решения. В тюрьме они совершили дерзкую попытку побега. С помощью полученного от кого-то из друзей напильника братья перерезали оковы, а затем спустились со стен по верёвкам. Анаксагору и Кодру удалось бежать, в то время как Диодор повредил ногу и был вновь арестован. Его отправили в Вавилон к македонскому царю. Однако, Александр умер в 323 году до н. э., не успев принять решение по делу Диодора. Новый регент Македонской империи Пердикка приказал отправить его обратно в Эфес, чтобы там Диодора судили по местным законам. Узнав об этом Анаксагор и Кодр вернулись в Эфес, где добились оправдания брата.